# Ряженье

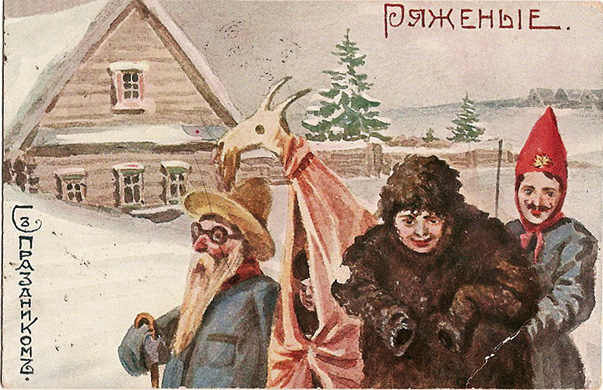
Ряженые. Дореволюционная открытка.

Ря́женье, ряжение — обрядовое перевоплощение внешнего облика человека с помощью масок, одежды и других атрибутов. 
В традиционной культуре народов Европы характерно для Рождественского поста (см. Адвент), Масленицы и особенно Святок (см. Коляда, Щедрый вечер, Крещенский вечер), известно также в обрядах семицко-троицкого и пасхального комплексов; реже встречается при дожинках и в рамках осенних праздников. У всех славян ряженье известно как обязательный элемент свадьбы. В некоторых локальных зонах ряженье происходило во время похорон.

## История

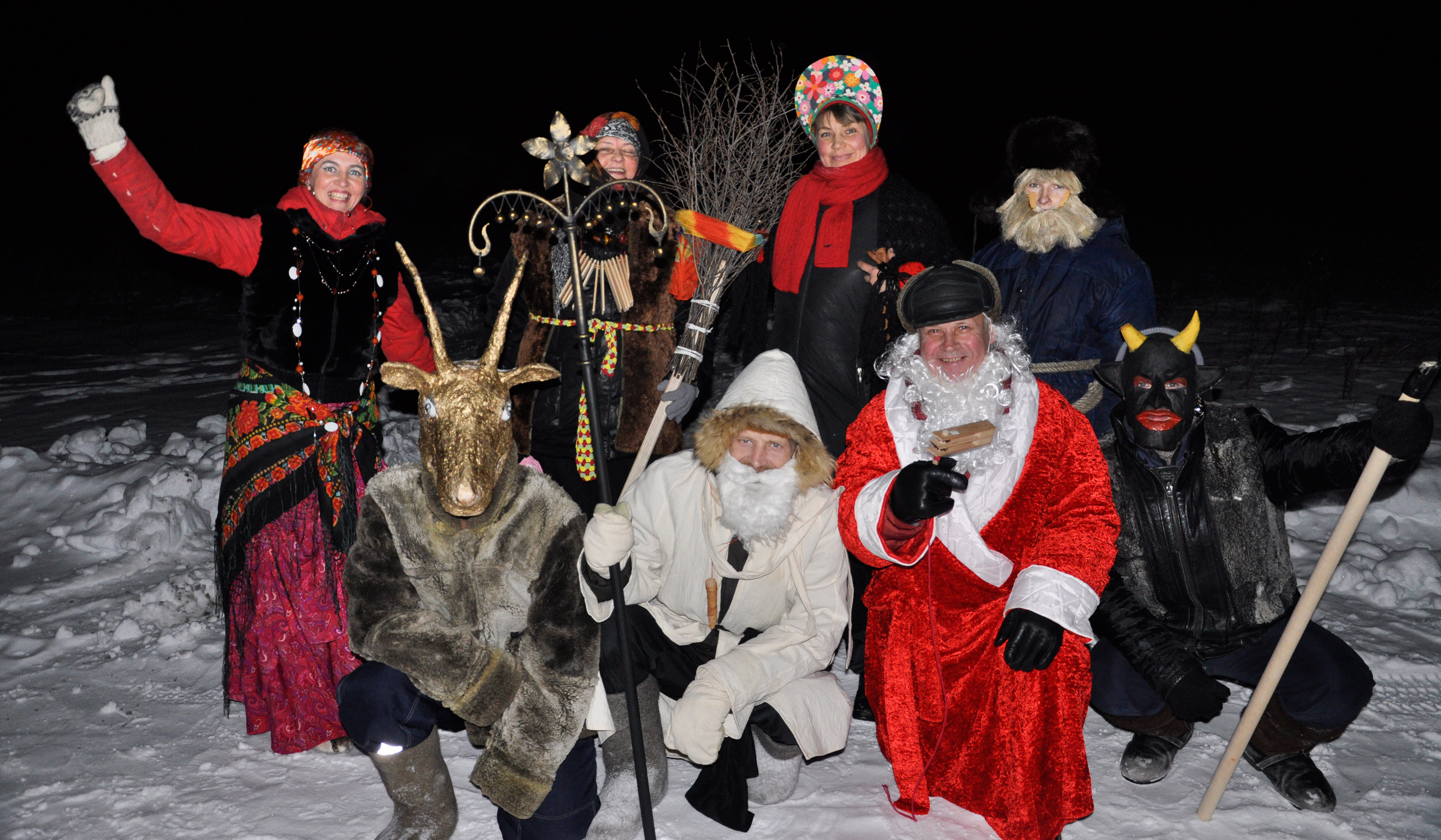
Колядовщики (Белгородская область 2012 год)

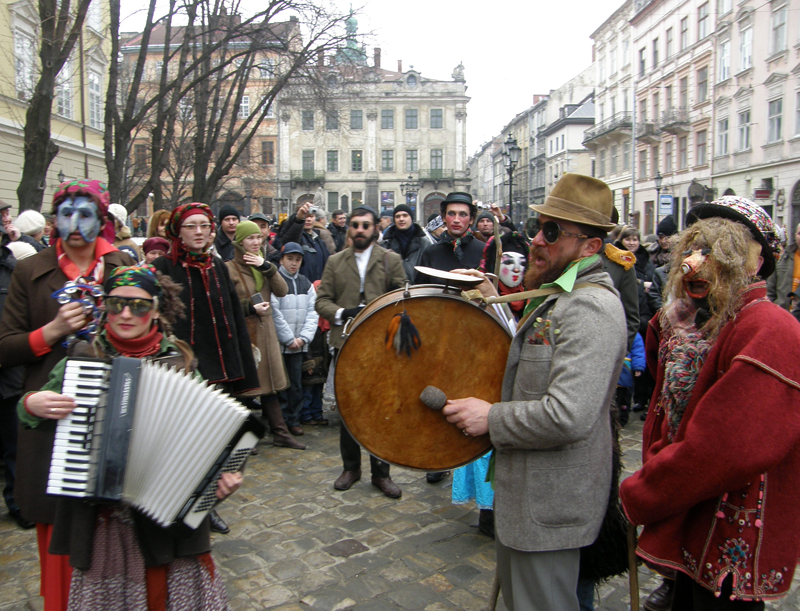
Ряженые на старый Новый год. Львов, 2008 г.

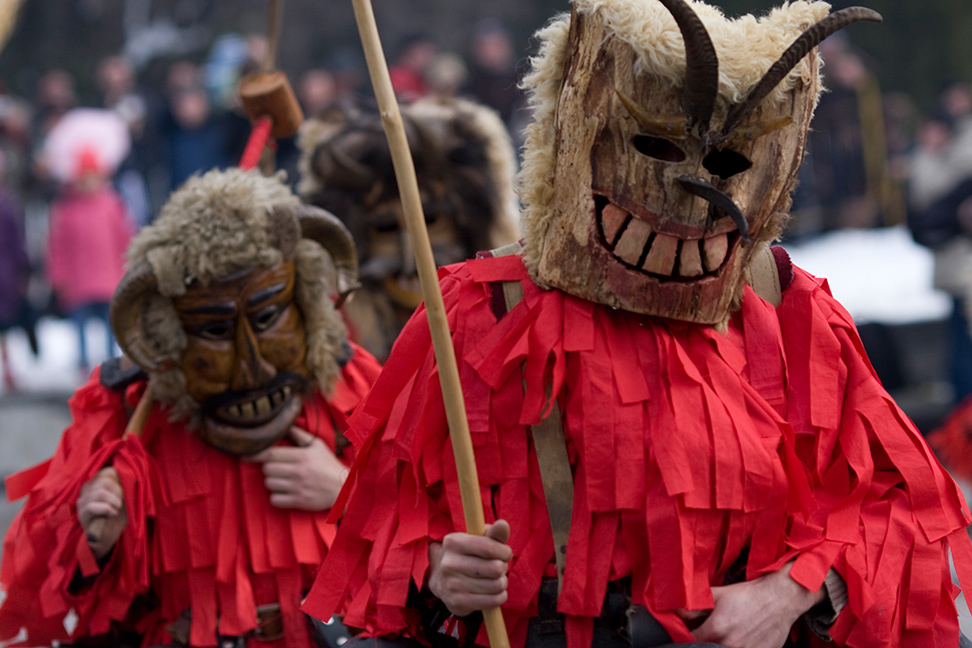
Маски сурвакаров. Международный фестиваль маскарадных игр "Сурва"

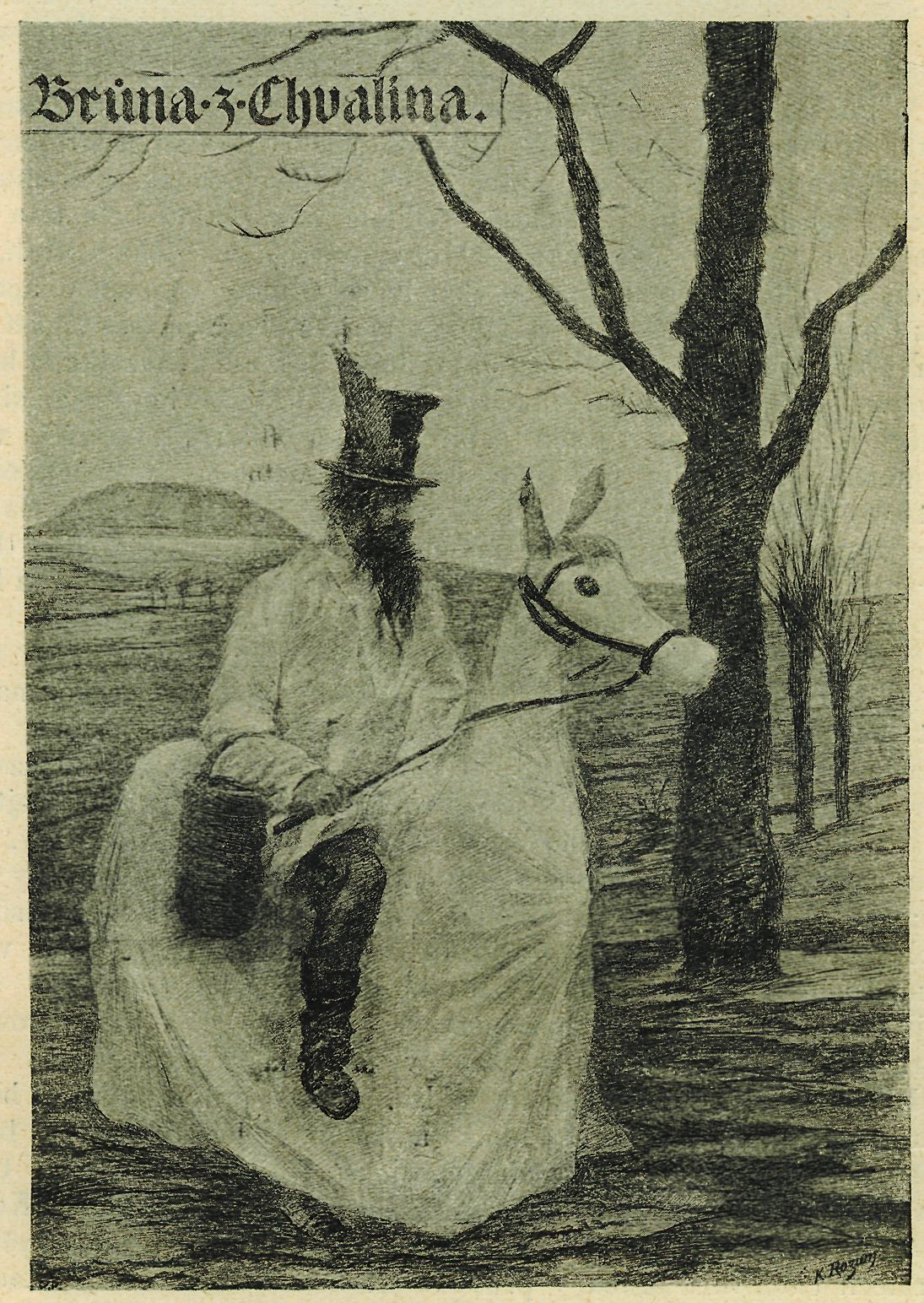
«Коник», Чехия, 1910 г.

Традиция имеет древние корни, в частности связана с европейскими хэллоуином, шабашами, карнавалами (восходящими к венецианскому карнавалу и сатурналиям), маскарадом. По всей видимости, восходит к античным ритуальным мистериям,  обрядовым шествиям, праздникам окончания сельскохозяйственного сезона, возможно имеет какие-то древние магические корни для связи с богами.
Для ряженья были характерны: облачение в необычные костюмы; сокрытие лица под маской; нанесение на открытые участки тела красок или сажи; употребление производящих шум украшений, предметов, инструментов; неупорядоченные произвольные телодвижения (подскоки, прыжки, верчения, пританцовывания и т. п.).

## Способы ряженья
Среди многообразных способов ряженья важнейшим является надевание маски. Она служила как для создания конкретного образа (ср. признаки внешнего подобия в масках «козы», «аиста», «черта», «еврея» и т. п.), так и для сокрытия лица участника обряда, желавшего остаться неузнанным. Женщины обычно избегали ношения масок: «Мужики в масках, а мы-то ходим, платками завесимся и идём... Закосынкаемся [накинем косынки] и волосы распустим» (рус. архангел.).
Лицо могли скрывать и другими способами: перекидывали вперёд волосы; прятались под редким полотном, ситом; закутывали голову в платок; занавешивали лицо мычками конопли; надвигали низко на глаза меховую шапку с длинным ворсом; спускали на лицо траву надетого на голову венка; раскрашивали себя до неузнаваемости — чернили лица сажей, дёгтем, мазали свёклой, белилами, обсыпали мукой. Выражение закрывать глаза (рус. вологод.) означает 'рядиться': в д. Трифоново Ивановского района поощрялось участие в рождественском ряженье, считалось, что «если глаз не закроешь, дак все грехи не спадут».

## Обряды
Ряженые колядовщики, которые ходили по дворам, исполняя специальные песни — колядки, изображали пришлых из потустороннего мира. Поэтому и угощения их хозяевами — это скорее задабривание ряженых, чтобы они покровительствовали их семье, скоту и будущему урожаю. Нарядиться означало скрыть своё истинное лицо, быть не узнанным, потому что под масками и личинами скрывались отнюдь не соседские парни или девчата, а души умерших предков, спустившихся на землю. И приходят они из самого рая, из зимы в лето.
В Белоруссии на вопрос хозяина «кто вы такие?» ряженые порой отвечали:

| Оригинал Мы люд не просты — з далёкага краю. Людцы ўсе сталыя, з-пад самага раю. Ідзём мы ад пана Года, Што носіць бараду, Шыроку, як лапату, Сіву і касмату. Мы к лету ідзём, Казу вядзём і радасць нясём. Ці шырокі сцены, каб нам патанцаваць? Ці добрая гаспадыня, каб нас пачаставаць? | Перевод Мы люд не простой — из далеких краёв. Люди все бывалые, из-под самого рая. Идём мы от пана Года, Что носит бороду, Широ́ку, как лопату, Сиву и мохнату. Мы к лету идём, Козу ведём и радость несём. Широки ли стены, чтобы нам потанцевать? Хороша ли хозяйка, чтобы нас угощать? |

Ряженые обходили дома или появлялись на молодёжных посиделках. Готовили костюмы и маски заранее. В течение первых трёх дней празднеств, то есть на самое Рождество, когда никто не работал, молодёжь «рядилась». Парни — солдатами, купцами, цыганами, стариками горбатыми, бабами, а «натуральные бабы и девицы» — птицами (журавлём, курицей), цыганками с ребёнком. Популярны были также костюмы животных — медведя, волка, козы, быка, кобылы. Ряженые «слонялись по всему селу».
«Собственно ряженье для ряда районов явилось основной чертой, выделяющей святочные вечёрки из зимних (в особенности это характерно для средней России и Поволжья, хотя и русский Север в известной мере характеризуется этим)», — писал В. И. Чичеров. Но ряженье не было принадлежностью одних только святок. Ряженые местами сопровождали «поезд» с соломенным чучелом на Масленицу, ходили на Масленицу по дворам; ряженые же обходили дворы накануне Петрова поста в конце русальной недели; женщины и девушки на «Казанскую» надевали святочные маски и разыгрывали представления свадеб. Наконец, на настоящей свадьбе тоже было принято рядиться.
Особенным успехом пользовались пары и группы ряженых, исполнявшие сценки: лошадь с верховым седоком, медведь с вожаком «и при нём деревянная коза». Остов лошади изображали два парня. Передний держал на двузубых вилах голову, сделанную из соломы. Голова, как и вся лошадь, обтягивались попоной, так что зрители видели только ноги парней. На плечи первого взбирался мальчик, и «лошадь» отправлялась бродить по селу с прыжками и гарцеваньем. Под звуки гармошки забавно переваливался «медведь» на цепи — парень в вывороченной шубе, вожатый сыпал прибаутками, а «коза» хлопала деревяшкой, прискакивая около медведя.